# 500 miles d'Indianapolis 1980

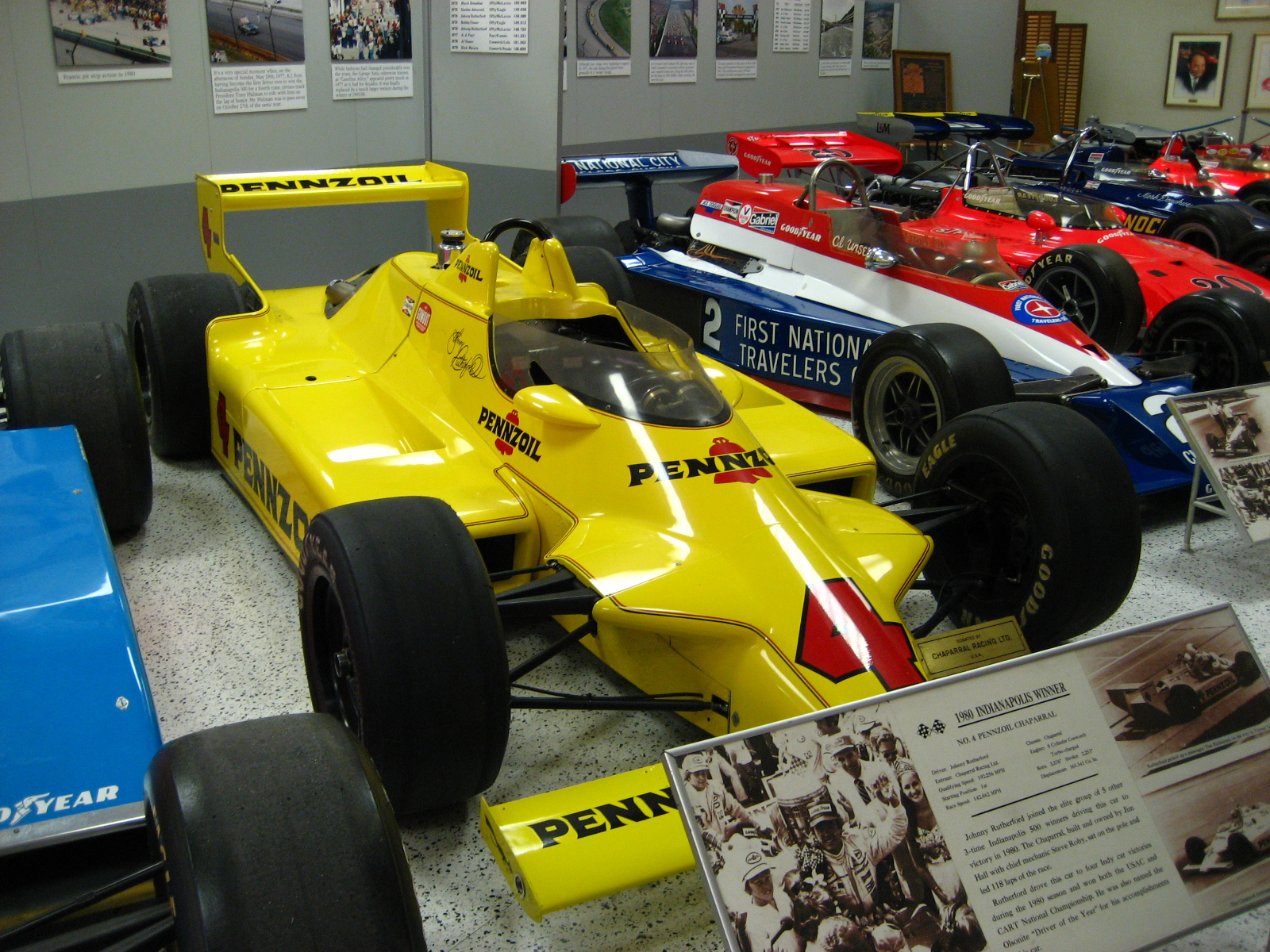
La Chaparral 2K victorieuse de l'édition 1980 de l'Indy 500.

Les 500 miles d'Indianapolis 1980, organisés le dimanche 25 mai 1980 sur l'Indianapolis Motor Speedway, ont été remportés par le pilote américain Johnny Rutherford sur une Chaparral-Cosworth de l'écurie Chaparral.

## Grille de départ
| Ligne | Intérieur         | Milieu            | Extérieur        |
| 1     | Johnny Rutherford | Mario Andretti    | Bobby Unser      |
| 2     | Spike Gehlhausen  | Jerry Sneva       | Rick Mears       |
| 3     | Johnny Parsons    | Pancho Carter     | Al Unser         |
| 4     | Roger Rager       | Jim McElreath     | A. J. Foyt       |
| 5     | Tom Bagley        | Larry Cannon      | Dick Ferguson    |
| 6     | Danny Ongais      | Gordon Johncock   | Don Whittington  |
| 7     | Tim Richmond      | Gordon Smiley     | George Snider    |
| 8     | Bill Engelhart    | Greg Leffler      | Dennis Firestone |
| 9     | Hurley Haywood    | Mike Mosley       | Bill Whittington |
| 10    | Jerry Karl        | Dick Simon        | Bill Vukovich II |
| 11    | Tom Bigelow       | Gary Bettenhausen | Tom Sneva        |

La pole a été réalisée par Johnny Rutherford à la moyenne de 309,406 km/h. Il s'agit également du meilleur temps des qualifications.

## Classement final
| Pos. | Pilote               | Voiture               | Tours | Temps/Abandon |
| 1    | Johnny Rutherford    | Chaparral-Cosworth    | 200   |               |
| 2    | Tom Sneva            | McLaren-Cosworth      | 200   |               |
| 3    | Gary Bettenhausen    | Wildcat-DGS           | 200   |               |
| 4    | Gordon Johncock      | Penske-Cosworth       | 200   |               |
| 5    | Rick Mears           | Penske-Cosworth       | 199   |               |
| 6    | Pancho Carter        | Penske-Cosworth       | 199   |               |
| 7    | Danny Ongais         | Parnelli-Cosworth     | 199   |               |
| 8    | Tom Bigelow          | Lola-Cosworth         | 198   |               |
| 9    | Tim Richmond (R)     | Penske-Cosworth       | 197   |               |
| 10   | Greg Leffler (R)     | Lola-Cosworth         | 197   |               |
| 11   | Bill Engelhart (R)   | McLaren-Cosworth      | 193   |               |
| 12   | Bill Vukovich II     | Watson-Offenhauser    | 192   |               |
| 13   | Don Whittington (R)  | Penske-Cosworth       | 178   |               |
| 14   | A. J. Foyt           | Parnelli-Cosworth     | 173   | moteur        |
| 15   | George Snider        | Parnelli-Cosworth     | 169   | moteur        |
| 16   | Dennis Firestone (R) | Penske-Cosworth       | 137   | transmission  |
| 17   | Jerry Sneva          | Lola-Cosworth         | 130   | accident      |
| 18   | Hurley Haywood (R)   | Lightning-Chevrolet   | 127   | incendie      |
| 19   | Bobby Unser          | Penske-Cosworth       | 126   | turbo         |
| 20   | Mario Andretti       | Penske-Cosworth       | 71    | moteur        |
| 21   | Jerry Karl           | McLaren-Chevrolet     | 64    | embrayage     |
| 22   | Dick Simon           | Vollstedt-Offenhauser | 58    | roue perdue   |
| 23   | Roger Rager (R)      | Wildcat-Chevrolet     | 55    | accident      |
| 24   | Jim McElreath        | Penske-Cosworth       | 54    | accident      |
| 25   | Gordon Smiley (R)    | Phoenix-Cosworth      | 47    | turbo         |
| 26   | Johnny Parsons       | Phoenix-Cosworth      | 44    | moteur        |
| 27   | Al Unser             | Longhorn-Cosworth     | 33    | moteur        |
| 28   | Tom Bagley           | Wildcat-Cosworth      | 29    | moteur        |
| 29   | Spike Gelhausen      | Penske-Cosworth       | 20    | accident      |
| 30   | Bill Whittington (R) | Parnelli-Cosworth     | 9     | accident      |
| 31   | Dick Ferguson (R)    | Penske-Cosworth       | 9     | accident      |
| 32   | Mike Mosley          | Eagle-Chevrolet       | 5     | mécanique     |
| 33   | Larry Cannon         | Wildcat-DGS           | 2     | mécanique     |

Un (R) indique que le pilote était éligible au trophée du "Rookie of the Year" (meilleur débutant de l'année), attribué à Tim Richmond.

## À noter
- Trois ans après la Formule 1, la révolution de l'aérodynamisme atteint Indianapolis: Johnny Rutherford s'impose sur la Chaparral 2K, la première monoplace d'Indycar à effet de sol, œuvre de l'ingénieur britannique John Barnard.

## Sources
- (en) Résultats complets sur le site officiel de l'Indy 500